# 伊萬基夫齊 (柳巴爾區)
49°54′36″N 27°42′47″E / 49.91000°N 27.71306°E
伊萬基夫齊（烏克蘭語：Іванківці）是烏克蘭北部的村莊，隸屬日托米爾州的日托米爾區。該村面積5.79平方公里，海拔高度238米，2001年人口463，人口密度每平方公里79.91人。